# Ophiogomphus obscurus
Ophiogomphus obscurus – gatunek ważki z rodziny gadziogłówkowatych (Gomphidae).